# Holy Island (Anglesey)
Holy Island (deutsch: „Heilige Insel“, walisisch Ynys Gybi, die Insel des Heiligen Cybi) ist eine Insel westlich von Anglesey im Norden von Wales. Der Name Heilige Insel beruht auf dem Umstand, dass sich auf der Insel eine Anzahl an Menhiren, Dolmen (der Borthwen Beach Cromlech ist ein moderner Nachbau) und anderen religiösen Stätten befindet. Der andere, historische Name der Insel ist Holyhead Island. Nach dem Census von 2011 hat die Insel 13.659 Bewohner.

## Geschichte

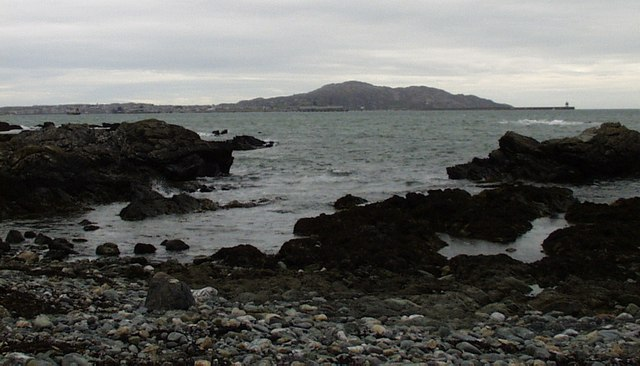
Holyhead Mountain

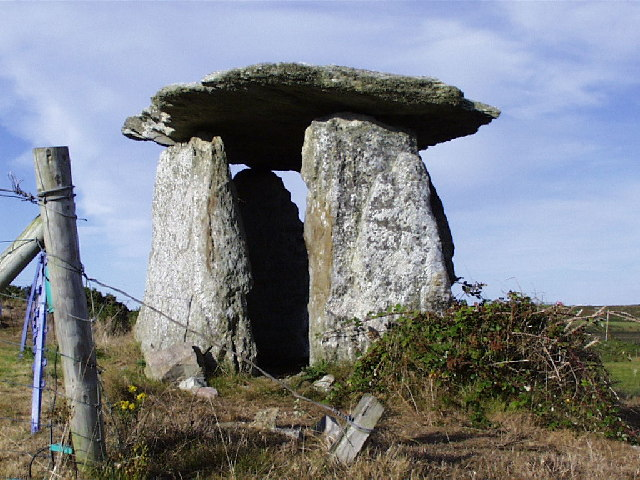
Cromlech von Rhoscolyn

Irische Piraten fielen auf Anglesey nach dem Ende der römischen Herrschaft über England und Wales ein. Der walisische Fürst Cunedda begann mit dem Kampf gegen die Piraten, doch der endgültige Sieg gelang Cadwallon Lawhir ap Einion auf Holy Island.

## Landschaft
Wie Anglesey besitzt auch Holy Island eine Mischung verschiedener Landschaftsformen, darunter sind Wattgebiete, Dünen, Strände und Marschgebiete. Die Westseite der Insel wird zum größten Teil vom Holyhead Mountain eingenommen. Der Berg ist mit 220 m Höhe der höchste Berg im County Anglesey. Der Bereich zwischen Holy Island und Anglesey ist seit 1961 Beddmanarch-Cymyran Site of Special Scientific Interest (SSSI).

## Verkehr

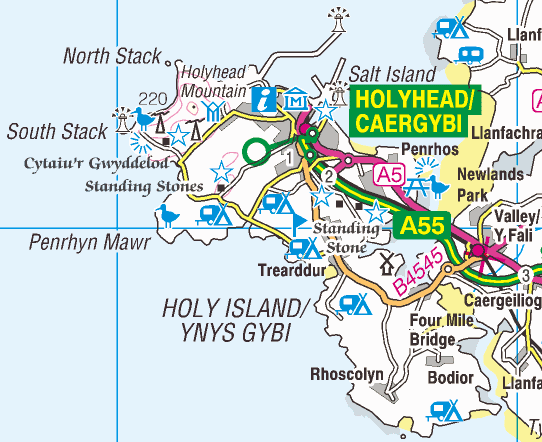
Ordnance Survey Karte von Holy Island, 2010

Holy Island besitzt zwei Straßenverbindungen nach Anglesey. Die eine ist das Stanley Embankment, ein Damm, über den die A5 und die A55 als Straßenverbindung sowie die Hauptstrecke der Eisenbahn nach Chester und Crewe und von dort aus nach London bzw. Glasgow führen. Dies ist die ursprüngliche Strecke der A5. Die Four Mile Bridge bietet eine weitere, allerdings kleinere Straßenverbindung zur Insel.
Der Hauptort der Insel ist Holyhead, von wo Fähren nach Dún Laoghaire und Dublin in Irland fahren. Holyhead ist der Endpunkt der North Wales Coast Line Eisenbahnlinie.
Etwa 48 km des Anglesey Coastal Path, einem Teil des Wales Coast Path, verlaufen auf Holy Island.

## Leuchtturm und Schiffswracks
Der Insel vorgelagert sind die Inseln North Stack und South Stack. Bei North Stack gab es eine Nebelwarnstation und auf South Stack befindet sich ein Leuchtturm, der vor den gefährlichen Klippen der Insel warnt, die eine große Gefahr für die Schifffahrt darstellten, wobei der Untergang der Royal Charter 1859 nur ein Beispiel dafür ist.